# EC 1.5.8
La EC 1.5.8 è una sotto-sottoclasse della classificazione EC relativa agli enzimi. Si tratta di una sottoclasse delle ossidoreduttasi che include enzimi che agiscono su donatori di elettroni con gruppi CH-NH utilizzando un accettore di tipo flavinico.

## Enzimi appartenenti alla sotto-sottoclasse
| numero EC  | nome accettato              |
| ---------- | --------------------------- |
| EC 1.5.8.1 | dimetilammina deidrogenasi  |
| EC 1.5.8.2 | trimetilammina deidrogenasi |